# Oblik (Zlarin)
Oblik je nenaseljeni otočić u hrvatskom dijelu Jadranskog mora.
Njegova površina iznosi 0,249 km². Dužina obalne crte iznosi 1,99 km.